# Maria Selmaier
Maria Selmaier (* 12. Dezember 1991 in Magdeburg) ist eine deutsche Ringerin. 
2013 wurde sie deutsche Meisterin in der Gewichtsklasse bis 72 kg Körpergewicht sowie 2014 und 2015 deutsche Meisterin in der 75-kg-Klasse. Selmaier vertrat ihr Land bei den Olympischen Sommerspielen 2016, nachdem sie sich beim zweiten Qualifikationsturnier in Istanbul erfolgreich qualifizierte. In der Klasse bis 75 kg Freistil belegte sie den 18. Platz, nachdem sie im Achtelfinale gegen die spätere Olympiasiegerin Erica Wiebe aus Kanada unterlag und auch in der Hoffnungsrunde gegen die Chinesin Zhang Fengliu verlor.
2020 wurde Selmaier in Rom Vizeeuropameisterin in der Gewichtsklasse bis 72 kg. Im Finale musste sie sich der Russin Natalja Worobjowa geschlagen geben.
Maria Selmaier arbeitet als Polizistin.